# Dong Min
Dǒng Mín, 董旻, († 192 in Chang’an, China) war der jüngere Bruder des chinesischen Warlords Dong Zhuo, der den letzten Han-Kaiser Xian kontrollierte. Er kommandierte die kaiserliche Equipage und half Wu Kuang bei der Ermordung He Miaos. Nach der Machtergreifung seines Bruders 189 wurde er zum „Linken General“ und zum Herrn von Hu ernannt. Nachdem Lü Bu Dong Zhuo 192 getötet hatte, wurde auch Dong Min hingerichtet. Sein Kopf wurde anschließend öffentlich zur Schau gestellt.
| Personendaten    | Personendaten            |
| ---------------- | ------------------------ |
| NAME             | Dong, Min                |
| ALTERNATIVNAMEN  | Dǒng, Mín                |
| KURZBESCHREIBUNG | General der Han-Dynastie |
| GEBURTSDATUM     | 2. Jahrhundert           |
| STERBEDATUM      | 192                      |
| STERBEORT        | Chang’an, China          |